# Riccardo Maritozzi
Riccardo Maritozzi (Russi, 16 novembre 1959) è un ex calciatore italiano, di ruolo centrocampista.

## Carriera
Ha disputato 15 incontri in Serie A nella stagione 1980-1981 con la maglia dell'Udinese, mentre nella stagione 1977-1978 ha fatto parte della rosa del Torino, senza scendere mai in campo in incontri di campionato.
Ha inoltre disputato otto campionati di Serie B nelle file di Palermo, SPAL, Foggia, Cavese, Brescia e Cagliari, per complessive 200 presenze e 8 reti. Nella stagione 1985-1986 ha conquistato la promozione in A con il Brescia, non venendo confermato per la stagione successiva in massima serie.

## Palmarès

### Club

#### Competizioni nazionali
- Serie C1: 1

Brescia: 1984-1985